# Fuldatal
Fuldatal is een gemeente in de Duitse deelstaat Hessen, en maakt deel uit van het district Kassel.
Fuldatal telt 12.383 inwoners.

## Plaatsen in de gemeente Fuldatal
- Ihringshausen
- Knickhagen
- Rothwesten
- Simmershausen
- Wahnhausen
- Wilhelmshausen

Ahnatal · Bad Emstal · Bad Karlshafen · Baunatal · Breuna · Calden · Espenau · Fuldabrück · Fuldatal · Grebenstein · Habichtswald · Helsa · Hofgeismar · Immenhausen · Kaufungen · Liebenau · Lohfelden · Naumburg · Nieste ·  Niestetal ·  Reinhardshagen · Schauenburg · Söhrewald · Trendelburg · Vellmar · Wesertal · Wolfhagen · Zierenberg